# Tradera.com
Tradera.com — крупнейший интернет-аукцион в Скандинавии. В качестве продавцов на интернет-аукционе могут выступать как частные лица, так и компании. За использование аукциона продавец платит взнос в размере определённого процента от суммы, за которую был продан товар, с фиксированным минимумом в 3 и максимумом в 200 крон. В качестве меры безопасности существует система рейтинга: покупатель и продавец имеют право оставить положительный или отрицательный отзыв друг о друге. Однако, система позволяет продавцу оставлять отзыв лишь после того, как он увидел отзыв покупателя, что успешно защищает мошенников от отрицательных отзывов. Фактически, покупатель может одновременно быть обманут и получить отрицательный отзыв. Что, однако, не снижает популярности платформы в связи с отсутствием какой либо серьезной конкуренции на рынке подобных услуг.

## История
Интернет-аукцион Tradera.com был основан в 1999 году. 24 апреля 2006 года куплен аукционом eBay за 365 млн. шведских крон (примерно 48 млн. долларов США). Тогда же eBay принял решение о закрытии своего регионального офиса для дальнейшего развития под более известной в Швеции торговой маркой Tradera.com. В 2015 был куплен компанией PayPal.